# Kravaalbos
Kravaalbos är en skog i Belgien.   Den ligger i regionen Flandern, i den centrala delen av landet, 16 km nordväst om huvudstaden Bryssel.
Trakten runt Kravaalbos består till största delen av jordbruksmark. Runt Kravaalbos är det mycket tätbefolkat, med 2 261 invånare per kvadratkilometer.